# Gamperdonatal

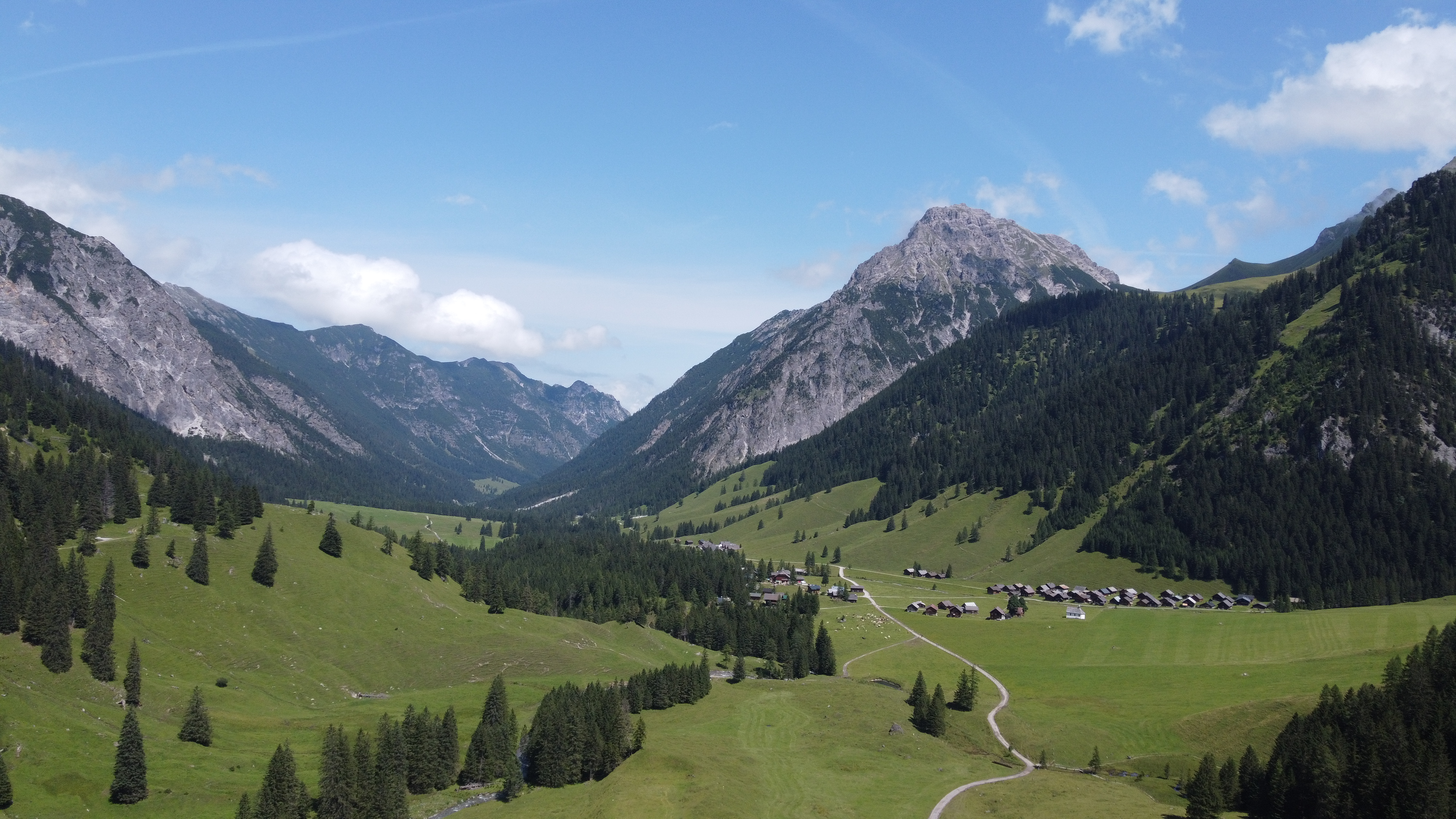
Nenzinger Himmel im Gamperdonatal

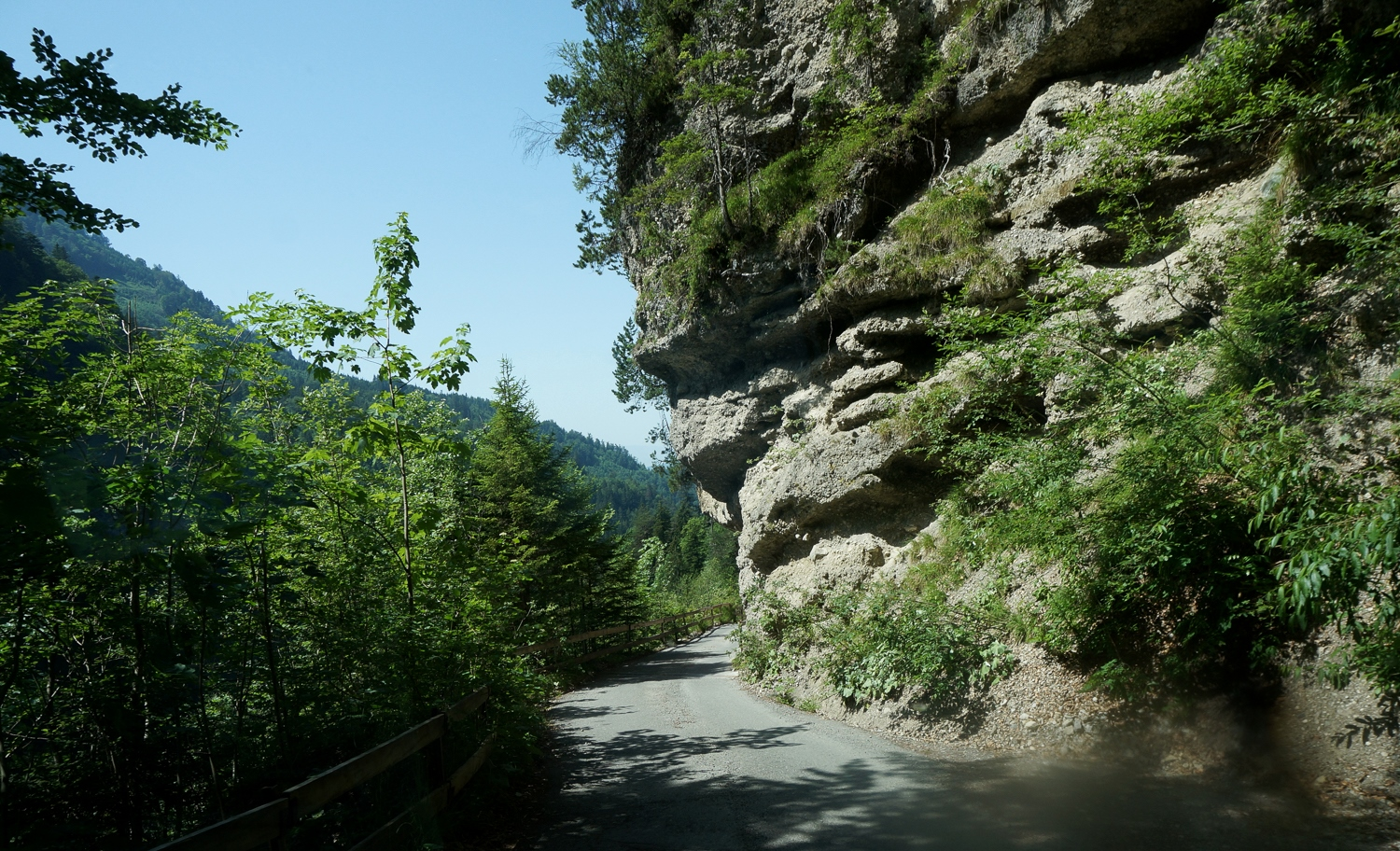
Gamperdonaweg

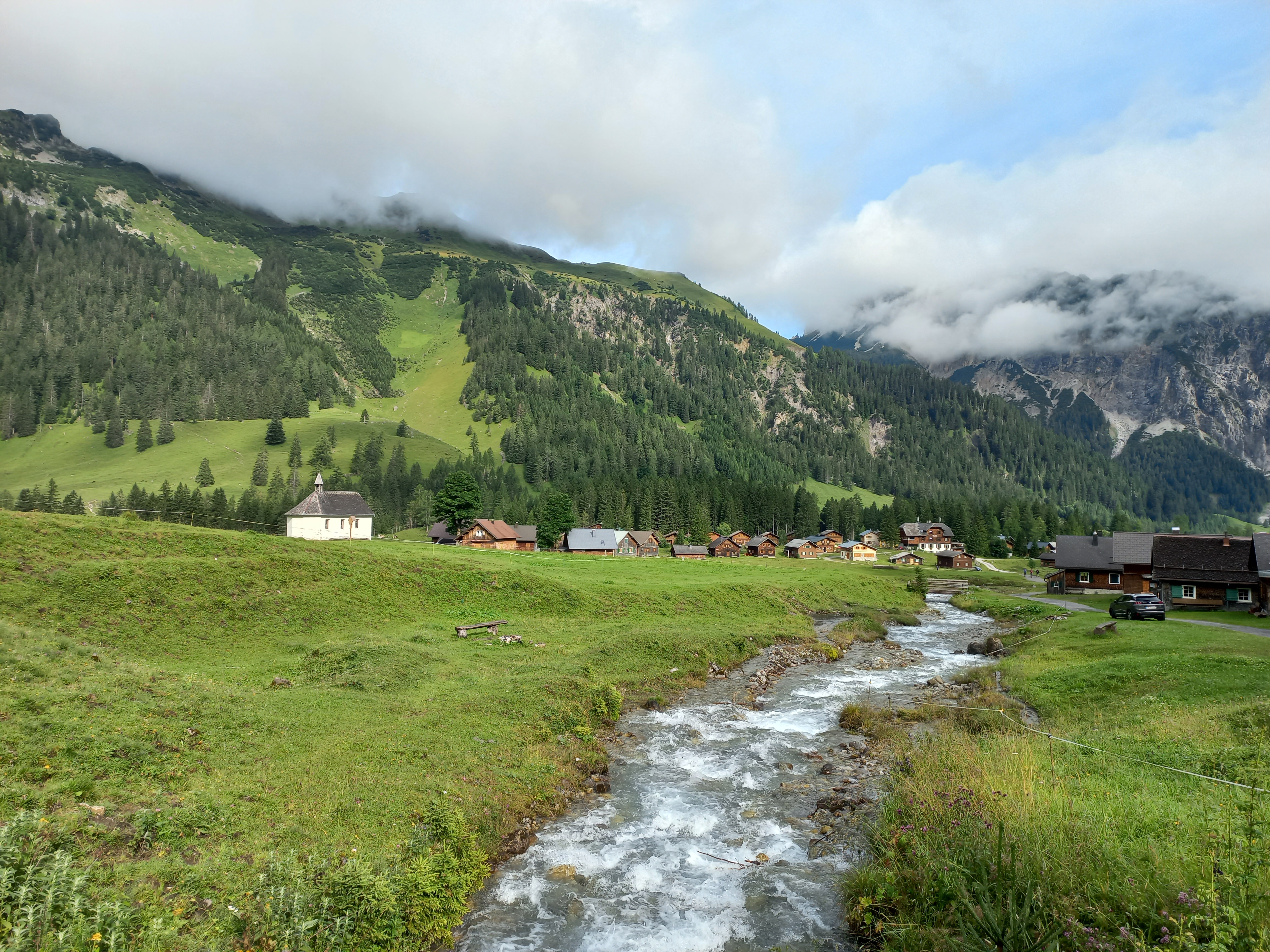
Nenzinger Himmel und Salaruelbach

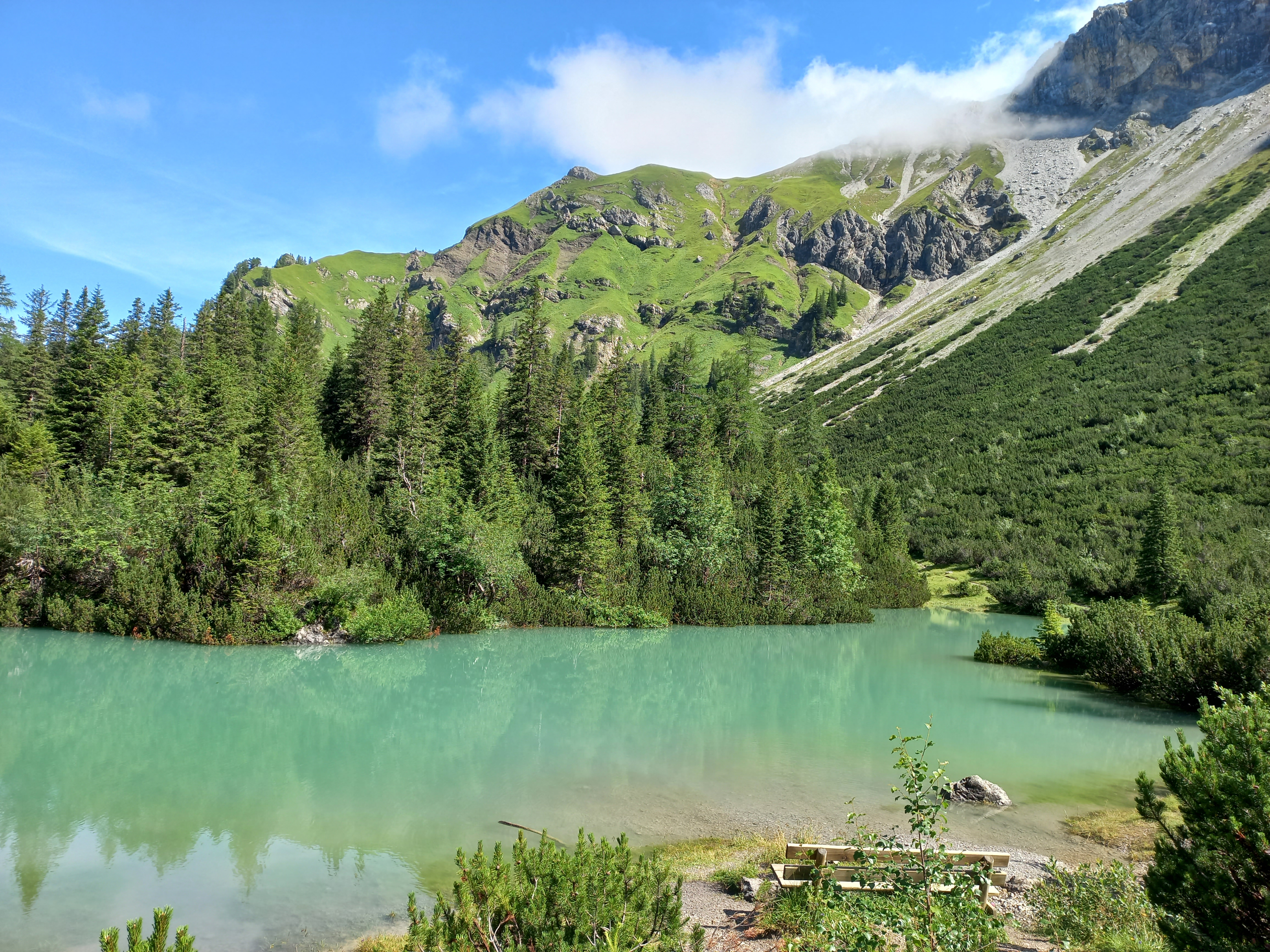
Hirschsee im hinteren Gamperdonatal

Das Gamperdonatal ist das Tal der Meng im österreichischen Bundesland Vorarlberg. Laut dem Historischen Lexikon Liechtenstein hat es 73 km2. Das Tal beginnt am Hauptkamm des Rätikons an der Grenze zur Schweiz. Im hinteren Tal ist ein weiter Talkessel mit dem Nenzinger Himmel, einer Alpe und einer Ferienhaussiedlung. Hier sind nur Nenzinger Bürger bauberechtigt. Danach wird das Tal schluchtartig mit der Mengschlucht und endet bei Nenzing im Walgau.

## Lage
Politisch liegt das Tal in Österreich, Vorarlberg, Bezirk Bludenz, Marktgemeinde Nenzing. Im Süden grenzt es an den Kanton Graubünden in der Schweiz, vom Galinakopf bis zum Naafkopf im Südwesten des Tals an Liechtenstein. Ein kleiner Streifen im Bereich der Alpe Sareis gehört zu Liechtenstein, die Grenze wurde 1960 nach einem Grenzstreit festgelegt.
Geographisch ist das Gamperdonatal ein Seitental des Walgaus mit der Ill als Hauptfluss. Es liegt im nördlichen Rätikon und trennt verschiedene Untergruppen des Rätikon. Die umschließenden Berggruppen sind die Fundlkopf-Gruppe, die Schesaplana-Gruppe, die Falknis-Naafkopf-Gruppe und die Galina-Gruppe.
|                         |  |                    |
| Galina-Gruppe           |  | Fundlkopf-Gruppe   |
| Falknis-Naafkopf-Gruppe |  | Schesaplana-Gruppe |

Das Gamperdonatal mündet in den Walgau, die benachbarten Täler sind im Uhrzeigersinn das Brandnertal im Osten, der Prätigau im Süden in der Schweiz und das Saminatal im Westen in Liechtenstein. Im Nordwesten zwischen Galinakopf und Gampberg grenzt das kurze Galinatal an.

## Seitentäler
Das Gamptal ist ein linkes Seitental. Hier befindet sich auf einem Sattel Richtung Galinatal die Alpe Vordergamp. Hinten im Gamptal befindet sich die Alpe Innergamp oder Hintergamp. Über das Mattlerjoch kommt man zu Fuß nach Liechtenstein. Der Gampfall am Ende des Seitentals ist eine Steilstufe des Gampbaches. 
Das Salarueltal verläuft vom Nenzinger Himmel bis zum Salaruelkopf. Hier liegt der Hirschsee. 
Das Virgloriatobel verläuft nach Osten zum Amatschonjoch an der Grenze zum Brandnertal. Im untersten Bereich existiert ein Forstweg als Sackgasse, danach ist das Tobel vollkommen unzugänglich. Der Wanderweg zum Amatschonjoch kommt seitlich von der Alpe Setsch.

## Erschließung
Das Tal ist nur durch den Gamperdonaweg erschlossen, einem Güterweg der Güterwegegenossenschaft. Im Sommer können Wanderer mit einem Wanderbus bis zum Nenzinger Himmel fahren. Im Winter ist er wegen Steinschlaggefahr immer gesperrt. Die Alpe Innergamp im hinteren Gamptal ist für Berechtigte über die Alpe Vordergamp am Übergang ins Galinatal erreichbar.

## Tourismus
Der Tourismus hier ist mehrheitlich von Einheimischen geprägt. Der Nenzinger Himmel ist ein beliebtes Wandergebiet. Er ist von Liechtenstein und vom Brandnertal aufgrund der Nähe zu Seilbahnen einfach zu erreichen. Von Liechtenstein können Wanderer per Seilbahn bis Sareis und von dort aus über das Sareiser Joch zum Nenzinger Himmel gelangen. Ein zweites Wandergebiet ist am Talanfang links der Meng bis zum Gamptal, Mattlerjoch, Galinakopf und Galinatal. Ein drittes Wandergebiet ist am Talanfang rechts der Meng bis zum Garsellijoch und zur Mondspitze.

## Naturschutzgebiete
Im Gamperdonatal sind die Europaschutzgebiete Alpenmannstreu Gamperdonatal, Spirkenwälder Innergamp, Spirkenwald Oberer Tritt und das Pflanzenschutzgebiet Nenzinger Himmel. Letzteres besteht bereits seit 1958 und hat über 1000 ha Fläche.

## Weißzonen
Weißzonen sind ursprüngliche, naturnahe und wenig erschlossene Natur- und Kulturlandschaften. Die Weißzone Gamperdonatal (Nr. 28) umfasst die Berghänge im mittleren Gamperdonatal ab Kühbruck auf beiden Seiten.  Sie ist kaum erschlossen, nur sehr wenige Forst- und Alpwege führen in die Zone. Auch Wanderwege gibt es hier kaum. Dadurch gibt es hier eine artenreiche Tierwelt.
Die Weißzone Nenzinger Himmel (Nr. 27) umfasst die Berge rund um den Nenzinger Himmel.